# Euronext里斯本

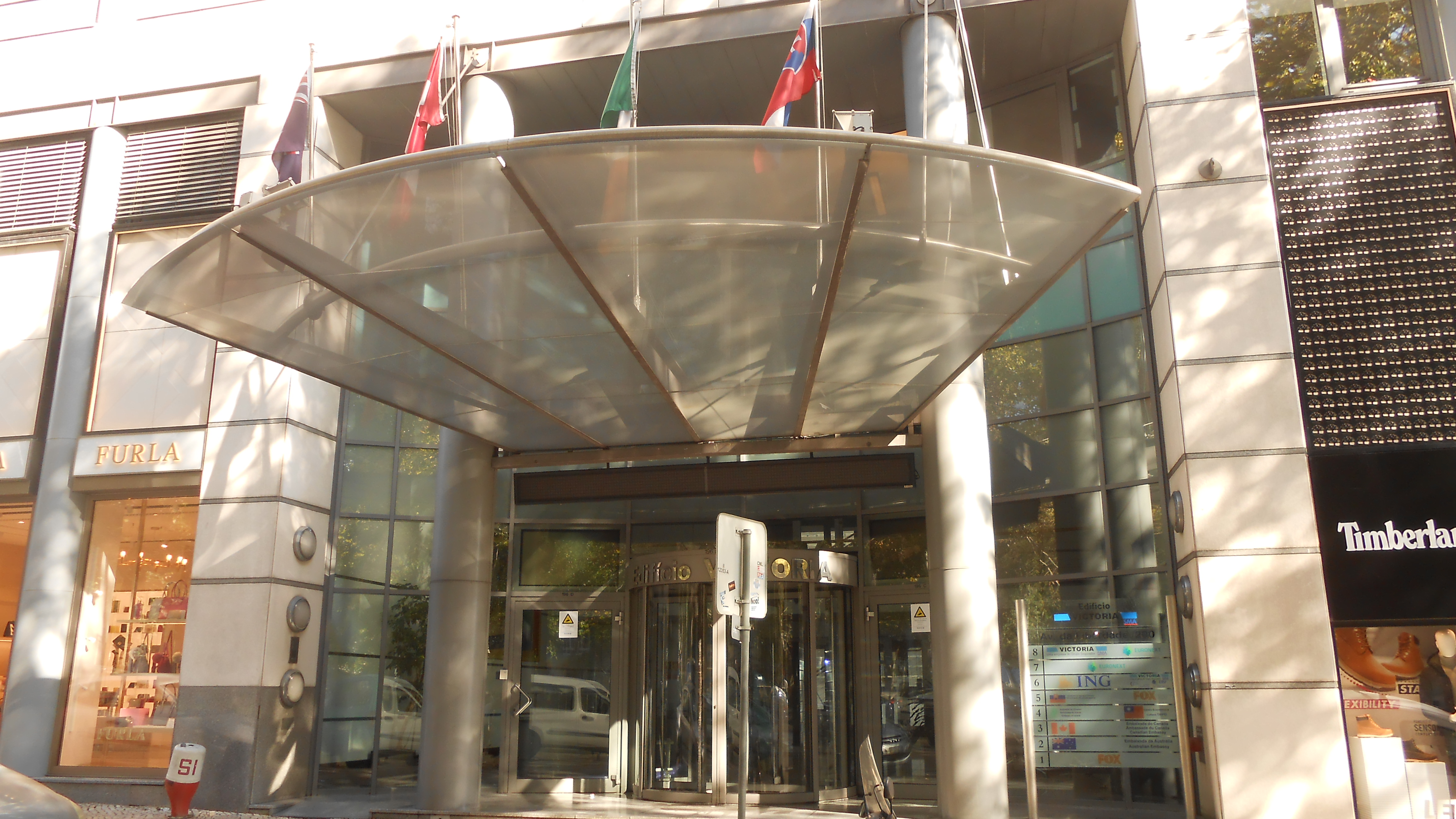

Euronext里斯本（Euronext Lisbon）是葡萄牙里斯本的一家證券交易所，也是泛歐交易所的一部分。該證券交易所最著名的股價指數是PSI-20。交易時間是早餐8時至午後16時30分。

## 外部連結
- Euronext Lisbon （页面存档备份，存于）

38°43′16″N 9°08′44″W / 38.7210105°N 9.1456241°W